# 我们是冠军
《我们是冠军》（英語：We are the Champions），是皇后乐队的歌曲，由其主唱佛莱迪·摩克瑞作词作曲。這首歌是在许多大型运动會中使用，尤其是足球场上，经常回响起的歌曲。

## 出处
这首单曲出自皇后乐队1977年10月7日推出的著名专辑“News Of The World”，紧接在另一首名曲“We Will Rock You”之后。在皇后乐队的许多音乐会上，他们都会用这两首乐曲作为结尾，将氛围推上高潮。

## 配器
皇后乐队在这首单曲的配器中使用了传统的摇滚乐器，包括主音吉他、低音吉他、架子鼓和人声。

## 影响
創作人佛莱迪·摩克瑞本人在1985年评论说：“我必须抓住所有人的心，否则这首歌就不是好歌。让所有人都感动，那是我的职责。足球迷们唱这首歌，是因为它是献给胜利者的赞歌，我很奇怪为何这么多年来没人能写出更激动人心的曲子来。”
皇后乐队的吉他手布莱恩·梅（Brian May）说：“我明白一些人认为这首歌有点自吹自擂，但是其实这首歌并不是说皇后乐队是冠军，而是说我们所有人是冠军。这首歌能把音乐会变得像足球场，唯一不同的是，所有人都站在同一边。”（1991年），“Freddie从不评价自己的歌词，他认为这些曲子自己就说明了一切。但是想象一下吧，那魔幻般的旋律，那娴熟的键盘，在一霎那间流转的音符，这些都使他成为我们这个时代最伟大的创作歌手之一”（1998年），“你确实可以从这首曲子读出傲慢，不过请相信，当我们演唱的时候，并不会忘记我们遭受的每一次挫折和那些不幸的失败者，这样，这首曲子就变成了自我激励的动力”（1999年）“当Freddie第一次对我唱这首歌的时候，我觉得它泛着傲慢，但是那时候Freddie确实显出了无法调和的自傲情绪，那是他真正想的，也是他不加掩饰要流露出的。”（2003年）
在時至今日的歐洲冠軍聯賽，英超，意甲以及西甲等非常具有激情的歐洲足球大聯盟的比賽中的最後時刻，球迷幾乎都會自發合唱此曲以慶祝自己的球隊獲得冠軍。
在2016年美國總統選舉，共和黨總統候選人唐納德·川普使用此歌曲作為自己進入黨大會的進場曲，不過皇后乐队在官方Twitter推文說，這首歌在共和黨全國代表大會未經授權使用，違背他們的意願。
2024年，该歌曲被使用于巴黎奥运会闭幕式上。

## 评价
鼓手罗杰·泰勒（Roger Taylor）评价道：“在世界杯的决赛场上我听到大家在唱这首歌，那真的是太伟大了。”
低音吉他手约翰·迪肯（John Deacon）评价：“这是我们最好的作品之一。”

## 翻唱版本
罗比·威廉斯（Robbie Williams）在2001年电影原声大碟骑士风云录中翻唱了该曲。
2004年以来，滑稽歌手孔慶翔（William Hung）也在多种场合翻唱了该曲。
另外，该曲还被用于2002年日韓世界杯的宣传片中。
不过其最广泛的用途，还是在无数体育比赛的观众席上被齐声高唱。